# ちょリス
ちょリスとは、JAバンクのマスコットキャラクターである。

## 概要
リスをモチーフとしたキャラクターで、ほっぺ(頬袋)に幸せを貯める貯金が大好きなリス。2012年のテレビCMから登場。
CMでは体に似合わずキレキレのダンスを披露している。公式サイトでは「みんなのちょリスのステキな毎日」というテーマの大量の動画がアップされているが、あまりのシュールさでちょリスを紹介する動画のはずがますますちょリスがわからなくなる内容となり話題となっている。
2015年夏バージョンの動画ではMEN'S KNUCKLEとのコラボパロディや松下奈緒主演でトレンディドラマ仕立てのCMを公開している。
グッズは懸賞でポンチョ、キーホルダー、ボールペンが過去のキャンペーン等で配布されている。
その他ぬいぐるみ、ホッチキス等がある。